# Ginga Hyouryuu Vifam
Ginga Hyōryū Vifam (яп. 銀河漂流バイファム Гинга Хорю Байфаму, Космический бродяга Вифам) — японский аниме-сериал, выпущенный студиями Sunrise и Tokyo Movie Shinsha. Сериала транслировался по телеканалам MBS и TBS с 21 октября 1983 года по 8 сентября 1984 года. Всего выпущено 46 серий аниме. Позже также были выпущены 4 отдельные OVA-серии в 1984/85 годах, игра в 1984 году и аниме-сериал, который транслировался по телеканалам MBS и TBS с 21 марта по 3 октября 1998 года. Всего выпущено 26 серий аниме.

## Сюжет
В 2058 году враждебные инопланетные войска, известные, как Астрогейтеры атакуют человеческую колонию на планете Клаяд, третьей по счёту в системе Упсерлон, находящийся на расстоянии в 43 световых года от Земли. Во время экстренной эвакуации многие дети в хаосе теряют своих родителей и собравшись вместе сбегают в боевой космический корабль Джанос. Так им удаётся попасть на планету Белвик, четвёртую в системе Упсерлон, также населённую людьми. Однако при прибытии на Белвик, дети видят, что её население было полностью уничтожено агрессорами. Так дети решают попасть в колыбель человечества — Землю и учатся пилотировать роботов Вифамов, образовав новую команду.
По пути на Землю, дети находят повреждённый корабль Астрогейтеров, однако его пилот настроен миролюбиво и на стороне людей. Он также говорит, что одна девочка из команды Катю Пиасон является тоже инопланетянином, а именно Куктонианцем (самоназвание Астрогейтеров), а родители детей были схвачены и отправлены в качестве пленных на родную планету Астрогейтеров — Туат. Так дети решают попасть на планету Туат, чтобы спасти и освободить своих родителей и остальных людей. По мере развития сюжета, выясняется, что и среди Куктонианцев есть своё мятежные фракции.

## Список персонажей
Родди Шаффл (яп. ロディ・シャッフル Роди Сяффуру)
Сэйю: Кацухиро Намба
Дата рождения 11 августа 2044 года. Возраст: 14 лет. Родился на колониальной планете Беруу. Главный герой, темпераментный и яркий мальчик. Хороший спортсмен. Из-за горячего характера порой не может мыслить рационально и вступает в конфликт с окружающими.
Бартс Райан (яп. バーツ・ライアン Бацу Райан)
Сэйю: Хироси Такэмура
Дата рождения 26 сентября 2045 года. Возраст: 14 лет. Со стороны кажется агрессивным, делает часто прежде, чем подумает. Страдает из-за того, что потерял мать.
Скотт Хэйуорд (яп. スコット・ヘイワード Сукотто Хэйвадо)
Сэйю: Кацуми Ториуми
Дата рождения 23 марта 2043 года. Возраст: 15 лет. Родом из США, Земли. Неуверенный в себе молодой парень, который, как старший к команде берёт на себя ответственность командира. Иногда ему удаётся взять себя в руки. Плохо пилотирует Вифама.
Клейр Барбланд (яп. クレア・バーブランド Курэа Банурандо)
Сэйю: Миина Томинага
Дата рождения 19 марта 2044 года. Возраст: 14 лет. Родом с восточного побережья США. Была когда-то командиром скаутов и очень заботится о своих товарищах. Позже выясняется, что всё это время девочка страдала от сильного стресса и однажды срывается.
Качуа Пиасон (яп. カチュア・ピアスン Катюа Риасун)
Сэйю: Хироко Касахара
Возраст: 10 лет, хорошо владеет компьютерными навыками. Она куктонианка и воспитывалась в человеческой семье. Она очень добрая и спокойная. Её нечеловеческую природу выдают зелёные волосы и «жемчужные» глаза.
Маки Лоуэлл (яп. マキ・ローウェル Маки Ровэру)
Сэйю: Кёоко Хамура
Дата рождения 15 ноября 2046 года. Возраст: 13 лет. Весёлая, горячая девочка и мальчишеским характером. Твёрдо придерживается своих идеалов. Хорошо управляет Вифамом. Носит шапку на голове со своим именем.
Кент Нортон (яп. ケンツ・ノートン Кэнцу Нотон)
Сэйю: Масако Нодзава
Дата рождения 9 июля 2049 года. Возраст: 9 лет. Родом из семьи военного. Искренен, импульсивен, рвётся при первой возможности в бой.
Шалон Паблин (яп. シャロン・パブリン Сярон Пабурин)
Сэйю: Эрико Хара
Дата рождения 10 сентября 2047 года. Возраст: 11 лет. Озорная девушка. По характеру грубовата. Хорошо обращается с инструментами. Хороший наводчик.
Фред Шаффл (яп. フレッド・シャッフル Фурэддо Сяффуру)
Сэйю: Хидэхиро Кикути
Дата рождения: 28 января 2048 года. Возраст: 10 лет. Увлекается искусством. Очень слабый и застенчивый. Может запросто заплакать.
Пенч Элиза (яп. ペンチ・イライザ Пэнти Ирайдза)
Сэйю: Руна Акияма
Дата рождения 28 ноября 2048 года. Возраст: 10 лет. Увлекается чтением и поэзией. Романтическая личность, очень трудолюбивая, никогда не проявляет агрессию.
Джимми Элиль (яп. ジミー・エリル Дзими Эриру)
Сэйю: Сатико Тидзимацу
Дата рождения 10 марта 2052 года. Возраст: 7 лет. Родился в Канаде. Тихий и застенчивый мальчик. Очень боится входить в контакт с остальными (если это не касается еды). Очень любит животных и растения. Является также отличным наводчиком.
Марло Дж. Боннер (яп. マルロ・Jr.・ボナー Маруро Дзюниа Бона)
Сэйю: Рун Сасаки
Дата рождения 15 мая 2054 года. Возраст: 4 года. Непослушный и плаксивый мальчик.
Рутини Прессетте (яп. ルチーナ・プレシェット Рутина Пурэсэтто)
Сэйю: Кумико Такидзава
Дата рождения 25 июня 2054 года. Возраст: 4 года. Самая младшая из детей. Уже начинает интересоваться модой.
Кейт Хатувай (яп. ケイト・ハザウェイ Кэйто Хадзавщэй)
Сэйю: Кумико Такидзава
Дата рождения 2033 год. Возраст: 26 лет. Ассистент доктора Курэку и геолог. Единственный взрослый человек в команде. Очень спокойна, даже когда надо принимать трудные решения. Стремится выступать в роли учителя и матери для детей.

## Игра

Изображение из игры Bifamu

По мотивам аниме была выпущена видео-игра под названием Ginga Hyoryuu Vifam или просто Bifamy, которая была разработана в 1984 году студией Bandai для платформы MSX. Игра сочетает в себе жанры экшена и космического симулятора., в которой присутствуют трёхмерные каркасные модели.
Игрок имеет возможность бороздить в открытом космосе переключаясь между 3 ракурсами. Первый ракурс показывает корабль сверху, чтобы ориентироваться в навигации, во втором ракурсе показано изображение от лица управляющего персонажа, третий ракурс доступен при управлении игроком меха-робота.
В игре также присутствует физический движок, который действует при приближении планет и впадании в гравитационное поле. В частности оказавшись в поле, на корабль начинает действовать сила тяжести, изменяя траекторию движения корабля. Также с помощью радара можно понять относительную позицию игрока и видеть приближение врагов.